# つばきファクトリー CONCERT TOUR 〜Fomalhaut〜
『つばきファクトリー CONCERT TOUR 〜Fomalhaut〜』（つばきファクトリー コンサート ツアー フォーマルハウト）は、つばきファクトリーのライブビデオ。2023年3月29日にアップフロントワークス（zetimaレーベル）から発売。

## 概要
- 本作は前作『つばきファクトリー CONCERT TOUR 〜ENCORE PARADE〜』と同じく、Blu-ray盤のみでリリース[1]。
- 特典としてフォトブックレットを封入。
- 2022年9月からスタートした秋ツアー『つばきファクトリー CONCERT TOUR 〜Fomalhaut〜』の千秋楽である11月23日の愛知県刈谷市総合文化センター公演を収録[2]。
- 12人体制でのライブツアーだったが、11月18日にメンバーの河西結心が新型コロナウイルスに感染したため、11月20日の埼玉公演・11月23日の愛知公演を欠席、河西を除く11人体制で開催[3]。そのため、本作は11人体制のライブ映像作品である。
- アップフロントの公式Youtubeチャンネル 「アップフロントチャンネル」にて、本作の一部楽曲及び本ツアー他公演の一部楽曲をアップされ、12人体制でのライブ模様を公開された。

## 収録内容
1. OPENING
2. 低温火傷
3. 雪のプラネタリウム
4. 抱きしめられてみたい
5. 意識高い乙女のジレンマ
6. MC
7. 弱さじゃないよ、恋は
8. 約束・連絡・記念日
9. ふわり、恋時計
10. 光のカーテン
11. MC
12. 愛は今、愛を求めてる
13. 恋のUFOキャッチャー
14. I Need You〜夜空の観覧車〜
15. My Darling〜Do you love me?〜
16. VTR
17. 気高く咲き誇れ!
18. 今夜だけ浮かれたかった
19. 三回目のデート神話
20. マサユメ
21. アドレナリン・ダメ
22. 涙のヒロイン降板劇
23. 断捨ISM
24. 初恋サンライズ
25. MC
26. 最上級Story